# Will Lee
Will Lee, född 8 september 1952 i San Antonio, Texas, är en amerikansk musiker. Lee spelar bas i The CBS Orchestra, men är också en flitig studiomusiker och har spelat in skivor med ett flertal kända artister. Han är också den, tillsammans med Paul Shaffer, som varit medlem längst i The CBS Orchestra.